# Donelson Caffery
Donelson Caffery (10 de septiembre de 1835-30 de diciembre de 1906) fue un político estadounidense del estado de Luisiana, un soldado destacado en la guerra civil estadounidense, y propietario de las plantaciones de azúcar.

## Biografía
Caffery nació en Franklin, Luisiana.
Durante la guerra Civil sirvió en el ejército de los Estados Confederados de América  como teniente en el 13.º regimiento de infantería de Luisiana. Después de la guerra se convirtió en abogado y dueño de una plantación de azúcar. Fue elegido para el Senado del Estado de Luisiana y en 1892, fue nombrado Senador de los Estados Unidos por parte de Luisiana para acabar el resto del mandato de Randall L. Gibson, quien murió en el cargo.
Caffery comenzó un período completo de seis años en 1894, y sirvió en el Senado hasta 1901. Fue el primer candidato a la presidencia del Partido Democrático Nacional en su Convención de Indianápolis en 1900, pero declinó la nominación [cita requerida].
Se negó a buscar un segundo período completo en 1900. Fue miembro del Partido Demócrata y se desempeñó como presidente del Comité Senatorial de cuentas inscrito desde 1893 hasta 1894. Después de dejar el Senado, Caffery continuó su trayectoria profesional como abogado. Murió en Nueva Orleans, Luisiana y está enterrado en el cementerio de Franklin en Franklin.
- Datos: Q429174
- Multimedia: Donelson Caffery / Q429174